# 143 Records
143 Records es una compañía discográfica del productor David Foster. 143 es un subsello de Warner Bros. Records. Los números 1-4-3 derivan de las palabras "I love you" (en español: te quiero).

## Historia
Cuando el productor David Foster firmó un contrato con Warner en 1995 le permitió montar su propio sello en 143 Records. Foster dio la responsabilidad de dirigir la nueva empresa conjunta de Warner a su mánager de ese entonces Brian Avnet.
Uno de los primeros contratos fue por la banda The Corrs.
En 1997, Foster y Avnet se dieron cuenta de que, en el mercado americano al menos, las "etiquetas de logotipo" como 143 estaban en un "punto malo". Como resultado, Foster vendió el sello de nuevo a Warner y se convirtió en el vicepresidente de la corporación.

## Artistas notables
- Michael Bublé
- The Corrs
- Lace
- Renee Olstead
- Charice
- Josh Groban
- William Joseph
- Jordan Hill
- Bee Gees
- Peter Cetera
- Chicago